# Campeonato Uruguaio de Futebol de 1985
O Campeonato Uruguaio de Futebol de 1985 foi a 54ª edição da era profissional do Campeonato Uruguaio. O torneio consistiu em uma competição com dois turnos, no sistema de todos contra todos. O campeão foi o Peñarol.

## Classificação[2]
| Pos | Equipe               | Pts | J  | V  | E  | D  | GP | GC | SG  |
| --- | -------------------- | --- | -- | -- | -- | -- | -- | -- | --- |
| 1º  | Peñarol              | 32  | 24 | 12 | 8  | 4  | 35 | 16 | 19  |
| 2º  | Montevideo Wanderers | 28  | 24 | 9  | 10 | 5  | 26 | 16 | 10  |
| 3º  | Cerro                | 27  | 24 | 8  | 11 | 5  | 28 | 26 | 2   |
| 4º  | River Plate          | 27  | 24 | 8  | 11 | 5  | 25 | 24 | 1   |
| 5º  | Nacional             | 26  | 24 | 9  | 8  | 7  | 26 | 24 | 2   |
| 6º  | Progreso             | 25  | 24 | 7  | 11 | 6  | 24 | 23 | 1   |
| 7º  | Rampla Juniors       | 24  | 24 | 8  | 8  | 8  | 21 | 24 | -3  |
| 8º  | Central Español      | 23  | 24 | 6  | 11 | 7  | 24 | 26 | -2  |
| 9º  | Sud América          | 22  | 24 | 9  | 4  | 11 | 31 | 34 | -3  |
| 10º | Huracán Buceo        | 22  | 24 | 6  | 10 | 8  | 24 | 27 | -3  |
| 11º | Danubio              | 21  | 24 | 8  | 5  | 11 | 36 | 33 | 3   |
| 12º | Defensor             | 18  | 24 | 5  | 8  | 11 | 18 | 32 | -14 |
| 13º | Bella Vista          | 17  | 24 | 5  | 7  | 12 | 19 | 32 | -13 |

|  | Campeão uruguaio e classificado à Liguilla Pré-Libertadores. |
|  | Classificados à Liguilla Pré-Libertadores.                   |
|  | Rebaixado à Segunda Divisão.                                 |

Promovido para a próxima temporada: Fénix.

## Liguilla Pré-Libertadores da América
A Liguilla Pré-Libertadores da América de 1985 foi a 12ª edição da história da Liguilla Pré-Libertadores, competição disputada entre as temporadas de 1974 e 2008–09, a fim de definir quais seriam os clubes representantes do futebol uruguaio nas competições da CONMEBOL. O torneio de 1985 consistiu em uma competição com um turno, no sistema de todos contra todos. Como Peñarol e Montevideo Wanderers empataram em número de pontos, foi jogada uma partida final para decidir quem venceria a Liguilla Pré-Libertadores. O campeão foi o Peñarol, que venceu o Montevideo Wanderers por 2 a 1 na final e obteve seu 7º título da Liguilla.

### Classificação da Liguilla
| Pos | Equipe               | Pts | J | V | E | D | GP | GC | SG |
| --- | -------------------- | --- | - | - | - | - | -- | -- | -- |
| 1º  | Peñarol              | 8   | 5 | 3 | 2 | 0 | 11 | 6  | 5  |
| 2º  | Montevideo Wanderers | 8   | 5 | 3 | 2 | 0 | 10 | 2  | 8  |
| 3º  | Progreso             | 5   | 5 | 1 | 3 | 1 | 5  | 4  | 1  |
| 4º  | Rampla Juniors       | 3   | 5 | 1 | 1 | 3 | 4  | 7  | -3 |
| 5º  | River Plate          | 3   | 5 | 1 | 1 | 3 | 6  | 10 | -4 |
| 6º  | Cerro                | 3   | 5 | 1 | 1 | 3 | 7  | 14 | -7 |

|  | Classificados à Libertadores de 1986 e disputam a final da Liguilla. |

### Final da Liguilla
| {{{data}}} | Peñarol | 2 – 1  | Montevideo Wanderers |  |
|            |         | data = |                      |  |

## Premiação
| Campeonato Uruguaio de 1985  |
| ---------------------------- |
| Peñarol Campeão (39º título) |